# Gerhard Huisken

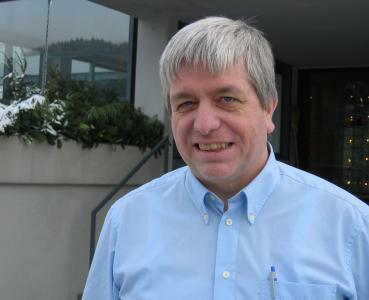
Gerhard Huisken 2006

Gerhard Huisken (* 20. Mai 1958 in Hamburg) ist ein deutscher Mathematiker.

## Leben
Huisken begann nach dem Abitur 1977 mit dem Studium der Mathematik an der Universität Heidelberg. Im Jahre 1982, ein Jahr nach der Diplomprüfung, promovierte er dort mit einer Arbeit über nichtlineare partielle Differentialgleichungen (Reguläre Kapillarflächen in negativen Gravitationsfeldern).
In den Jahren 1983 bis 1984 arbeitete er im Zentrum für Mathematische Analysis der Australian National University in Canberra, wo er sich der Differentialgeometrie zuwandte, speziell Krümmungs-bedingten Flüssen (mean curvature flow) und Anwendungen in der Allgemeinen Relativitätstheorie. Ab 1985 wieder als Wissenschaftlicher Mitarbeiter an der Universität Heidelberg tätig, habilitierte er 1986. Nach einem Intermezzo als Gastprofessor an der University of California in San Diego arbeitete er von 1986 bis 1992 als Dozent (zunächst Lecturer, dann Reader) am Centre for Mathematical Analysis der Australian National University. 1991 war er Gastprofessor an der Stanford University, USA. Zwischen 1992 und 2002 hatte Huisken eine Professur an der Universität Tübingen inne, wobei er von 1996 bis 1998 das Amt des Dekans der Mathematischen Fakultät Tübingen ausübte. Von 1999 bis 2000 nahm er eine Gastprofessur an der Princeton University, USA, wahr.
Von 2002 bis 2013 war Huisken Direktor am Max-Planck-Institut für Gravitationsphysik in Golm bei Potsdam und zugleich Honorarprofessor an der Freien Universität Berlin sowie an der Universität Tübingen. Ab April 2013 ist er Direktor des Mathematischen Forschungsinstituts Oberwolfach und hat
eine Professur an der Universität Tübingen inne.
Am MPI für Gravitationsphysik ist er „Auswärtiges Wissenschaftliches Mitglied“.
Zu seinen Doktoranden gehört Simon Brendle.

## Leistungen
Huisken arbeitet im Überschneidungsbereich von Analysis, Geometrie und Physik. Viele Phänomene der Mathematischen Physik und der Geometrie hängen eng zusammen mit veränderlichen Kurven, Flächen und Räumen.
Seine mathematischen Forschungsthemen sind außer der Analysis auch die Differentialgeometrie. Er befasst sich mit der Entwicklung der Form von Flächen im Zeitverlauf, das heißt, er untersucht die Deformation von Flächen, wobei die Regeln dieser Deformation durch die eigene Geometrie der Flächen bestimmt werden.
Gerhard Huisken leistete herausragende Beiträge zur allgemeinen Relativitätstheorie. Im Jahr 1997 konnte er gemeinsam mit Tom Ilmanen (ETH Zürich) die Penrose-Vermutung für schwarze Löcher im Fall dreidimensionaler Riemannscher Mannigfaltigkeiten mit positiver Skalarkrümmung beweisen.
1998 war er Invited Speaker auf dem Internationalen Mathematikerkongress in Berlin (Evolution of hypersurfaces by their curvature in Riemannian Manifolds).

## Mitgliedschaften
Huisken ist Mitglied der Heidelberger Akademie der Wissenschaften, der Berlin-Brandenburgischen Akademie der Wissenschaften, der Deutschen Akademie der Naturforscher Leopoldina (seit 2004) und der Academia Europaea (seit 2014).
2006 war er Mitglied des traditionell bis zur jeweiligen Preisverleihung geheim gehaltenen Auswahlkomitees der Internationalen Mathematischen Union, das im Rahmen des Internationalen Mathematikerkongresses über die Verleihung der Fields-Medaille entscheidet. Er ist Fellow der American Mathematical Society.

## Preise und Auszeichnungen
- 1991: Medaille der Australian Mathematical Society
- 2002: Gauß-Vorlesung der DMV
- 2003: Leibniz-Preis

## Schriften
- Flow by mean curvature of convex surfaces into spheres, J. Differential Geom. 20 (1984), no. 1, 237–266.
- Contracting convex hypersurfaces in Riemannian manifolds by their mean curvature, Invent. Math. 84 (1986), no. 3, 463–480.
- mit K. Ecker: Mean curvature evolution of entire graphs, Ann. of Math. (2) 130 (1989), no. 3, 453–471.
- Asymptotic behavior for singularities of the mean curvature flow, J. Differential Geom. 31 (1990), no. 1, 285–299.
- mit K. Ecker: Interior estimates for hypersurfaces moving by mean curvature, Invent. Math. 105 (1991), no. 3, 547–569.
- mit S. T. Yau: Definition of center of mass for isolated physical systems and unique foliations by stable spheres with constant mean curvature, Invent. Math. 124 (1996), no. 1-3, 281–311.
- mit C. Sinestrari: Convexity estimates for mean curvature flow and singularities of mean convex surfaces, Acta Math. 183 (1999), no. 1, 45–70
- mit T. Ilmanen: The inverse mean curvature flow and the Riemannian Penrose inequality, J. Differential Geom. 59 (2001), no. 3, 353–437.
- mit C. Sinestrari: Mean curvature flow with surgeries of two-convex hypersurfaces, Invent. Math. 175 (2009), no. 1, 137–221.
- Evolution Equations in Geometry, in: Engquist, Schmid (Herausgeber): Mathematics Unlimited – 2001 and beyond, Springer 2001